# Янн Тімон
Янн Тімон (фр. Yann Thimon, нар. 1 січня 1990) — мартиніканський і французький футболіст, півзахисник клубу «Клуб Францискен» і національної збірної Мартиніки.

## Клубна кар'єра
У дорослому футболі дебютував 2009 року виступами за команду клубу «Клуб Францискен», кольори якої захищає й донині.

## Виступи за збірну
2017 року дебютував в офіційних матчах у складі національної збірної Мартиніки. Наразі провів у формі головної команди країни 3 матчі, забивши 1 гол.
У складі збірної був учасником розіграшу Золотого кубка КОНКАКАФ 2017 року у США.